# 후건 부정
논리학에서 후건 부정(後件否定, 영어: denying the consequent) 또는 부정 논법(否定論法, 라틴어: modus tollens 모두스 톨렌스[*])은 가언 명제와 그 결론의 부정으로부터 그 전제의 부정을 유도하는 추론 규칙이다. 즉, “만약 P라면, Q이다. 그런데 Q가 아니다. 따라서 P가 아니다.”와 같이 추론한다.

## 어원
후건 부정을 뜻하는 라틴어 modus tollens는 modus tollendo tollens의 약어이다.

## 정의
후건 부정은 다음과 같은 추론 규칙이다.:184, §16.3.1
{\displaystyle {\begin{matrix}P\implies Q\qquad \lnot Q\\\hline \lnot P\end{matrix}}}
또는
{\displaystyle P\implies Q,\lnot Q\vdash \lnot P}
여기서
- {\displaystyle P}, {\displaystyle Q}는 논리식을 나타내는 메타 변수이다.
- {\displaystyle \implies }는 함의이다.
- {\displaystyle \lnot }는 부정이다.
- 수평선은 증명 과정의 이웃한 두 단계를 구분하는 메타 논리 기호이다.
- {\displaystyle \vdash }는 왼쪽에 놓인 논리식들로부터 오른쪽에 놓인 논리식을 증명할 수 있음을 나타내는 메타 논리 기호이다.

## 성질
후건 부정은 고전 논리에서 성립하며, 보다 일반적으로 직관 논리에서도 성립한다.

## 같이 보기
- 전건 긍정